# Карабухино
Карабухино — село в Путятинском районе Рязанской области, административный центр Карабухинского сельского поселения.

## Географическое положение
Село расположено на берегу реки Инкаш в 11 км на юго-восток от райцентра села Путятино близ автодороги М-5 «Урал».

## История
Карабухино в качестве села упоминается в списке с Ряжских писцовых книг Гр. Киреевского 1628-30 годов с церковью во имя Успения Пречистой Богородицы и теплой церковью Николы чудотворца внизу, а также в окладных книгах 1676 года. Вместо деревянной, обветшавшей каменная Успенская церковь с Никольским приделом построена в 1759 году бригадиром Сильвестром Даниловичем Гурьевым. В 1798 г. в ней дозволено исправить разного рода ветхости, согласно просьбе местного священника Емельяна Прокопьева. В 1808 г. освящен был новопостроенный иконостас, который в 1809 г. дозволено было вызолотить и выкрасить приличными красками, а в 1821 г. по просьбе иерея Георгия Санова и прихожан разрешено устроить внутри церкви, вместо деревянного, каменный пол и пристроить две каменных паперти. 
В XIX — начале XX века село входило в состав Романово-Дарковской волости Сапожковского уезда Рязанской губернии. В 1906 году в селе было 140 дворов.
С 1929 года село являлось центром Карабухинского сельсовета Чучковского района Рязанского округа Московской области, с 1935 года — в составе Путятинского района, с 1937 года — в составе Рязанской области, с 1963 года — в составе Шацкого района, с 1977 года — в составе Путятинского района, с 2005 года — центр Карабухинского сельского поселения.

## Население
| 1859 | 1897 | 1906 | 2010 |
| ---- | ---- | ---- | ---- |
| 532  | ↗713 | ↘664 | ↘258 |

## Инфраструктура
В селе расположены Карабухинская основная общеобразовательная школа, фельдшерско-акушерский пункт, отделение почтовой связи.

## Достопримечательности
В селе расположена действующая Церковь Успения Пресвятой Богородицы (1759).